# Пенсійний синдром
Пенсійний синдром або синдром виходу на пенсію — це термін, введений автором і клінічним професором розвитку лідерства в INSEAD, Манфредом Ф. Р. Кетсом де Фрізом, для опису труднощів, з якими стикаються особи, які займають владні посади, зокрема головні виконавчі директори (CEO), коли вони намагаються «відпустити» в кінці повної кар'єри.
Синдром, який Кетс де Фріз також класифікує як «синдром генерального директора», — це наполягання осіб, які займають керівні чи владні посади, залишатися при владі, незважаючи на досягнення плато в кар'єрі. Особи на цій посаді можуть мати відчуття, що вони досягли всього, що можна було досягти, і відчувати брак креативності або відсутність блиску на своїй поточній посаді. Ефекти найбільше відчувають ті, хто досягає владних позицій раніше в житті, оскільки вони витрачатимуть набагато більше часу на спуск до пенсії, на відміну від осіб, які досягають вершини у пізні роки.
Наслідки також можна зарахувати до усвідомлення генеральними директорами, які досягли плато втрат, які вони можуть зазнати після виходу на пенсію, включаючи:
- втрата роботи
- втрата здоров'я і життєвих сил
- втрата публічності та контакту з громадськістю
- втрата впливу, влади, уваги та захоплення
- втрата фінансової стійкості

А також бажання уникати складних ситуацій, у яких їм може знадобитися зіткнутися з жертвами, на які вони пішли на шляху до вершини — повноцінним особистим життям, здоровими стосунками з подружжям, дітьми та друзями, а також часом для розвитку зовнішніх контактів та інтересів.

## Психологічні ефекти

### Фізичні та психологічні наслідки старіння
Фізичні наслідки старіння — зморшки, сиве волосся, облисіння, проблеми з зубами, потреба в окулярах (сильніший рецепт) поєднуються з самосвідомістю про погіршення стану тіла. Це може призвести до пошуку точок, які можуть замінити привабливість. Особливо для лідерів збереження влади може розглядатися як заміна привабливості, яку було втрачено протягом багатьох років. Лідери з нарцисичними схильностями також частіше відчувають психологічні наслідки старіння, оскільки вони можуть відчувати загострене відчуття травми, коли стають очевидними фізичні наслідки старіння.

### Досвід нікчемності
Переживання нікчемності — це психологічна концепція, яка характеризується такими негативними емоціями, як відчуття безглуздості, безпорадності, відчуття існування у вакуумі та втрата контролю. Це явище, з яким стикаються деякі люди, яким загрожує вихід на пенсію. Набагато помітніше, якщо вони відчувають, ніби їх лідерство — це єдине, що надає їхньому життю сенс або мету. І з втратою роботи їхнє життя, як наслідок, втратило б єдину мету та сенс, що веде до досвіду небуття. Багатьом людям на цій посаді часто нема до кого звернутися за емоційною підтримкою, і тому вони будуть триматися своєї владної позиції якомога довше.

### Принцип Таліону
Lex talionis або принцип Таліону, який часто називають принципом "око за око" можна застосовувати у випадку осіб, яким загрожує вихід на пенсію. Цей принцип, встановлений у ранньому вавілонському праві, виражає віру в те, що злочинці повинні бути покарані точно так само, як вони завдали своїх жертв. У випадку пенсіонерів може виникнути параноя, коли прийде час для цієї зміни влади, оскільки вони свідомо усвідомлюють, що є лідерами осіб, які можуть спробувати помститися їм або помститися їм за керівні рішення, прийняті під час їхньої кар'єри, які могли вплинути на них. щастя чи благополуччя однієї чи кількох із цих осіб.

### Будівельний комплекс
Будівельний комплекс створює відчуття, що з виходом на пенсію приходить кінець спадщини. Глибше відчувається, коли на несвідомому рівні залишення тривалої спадщини прирівнюється до перемоги над смертю. У певному сенсі труднощі з відмовою від цієї спадщини та бажання залишатися при владі якомога довше можна розглядати в ширшому сенсі як труднощі, які стикаються зі смертю. Коли влада починає змінюватися в організації, генеральний директор може пройти через стадії гніву, смутку та депресії, що може призвести до серйозних роздумів у їхньому рішенні залишити свою посаду. З іншого боку, лідери, які віддані своїй організації та активно намагаються знайти здатного наступника, щоб продовжити роботу після їхнього виходу на пенсію, зазвичай відчувають менше труднощів, коли відпускають.